# Gerald Joyce
Gerald Francis "Jerry" Joyce (né en 1956) est professeur et chercheur au Salk Institute for Biological Studies et directeur de l'Institut de génomique de la Novartis Research Foundation. Il est surtout connu pour ses travaux sur l'évolution in vitro, pour la découverte de la première enzyme de l'ADN (le désoxyribozyme), pour ses travaux sur la découverte de potentiels ribozymes du monde de l'ARN, et plus généralement pour ses travaux sur l'origine de la vie.

## Biographie
Joyce obtient son baccalauréat ès arts de l'Université de Chicago en 1978, son doctorat en médecine et son Ph.D à l'Université de Californie à San Diego en 1984. Il est boursier postdoctoral et associé de recherche principal au Salk Institute de 1985 à 1989, et rejoint Scripps en 1989. Joyce est élu à l'Académie nationale des sciences en 2001, à l'Académie américaine des arts et des sciences (2011) et à l'Institute of Medicine (2014). Il est professeur à l'Institut de recherche Scripps jusqu'en 2016 et est doyen de la faculté de Scripps de 2006 à 2011, période pendant laquelle il joue un rôle déterminant dans la fondation d'un deuxième campus à Jupiter, en Floride. Joyce préside le Comité JASON, qu'il rejoint en 1996.
Joyce reçoit la médaille Urey de la Société internationale pour l'étude de l'origine de la vie (ISSOL) en 2005. En 2009, le laboratoire de Joyce est le premier à produire un système in vitro autoréplicatif, capable d'une croissance exponentielle et d'une évolution continue, entièrement composé d'enzymes ARN.